# Parc Nacional de Gesäuse
El Parc Nacional de Gesäuse és un parc nacional dins l'estat d'Àustria d'Estíria. Situat a la regió muntanyosa d'Alta Estíria, cobreix grans parts de la vall Gesäuse dins dels Alps Ennstal i l'abrupte embassament d'aigua d'Enns entre Admont i Hieflau. La zona també cobreix parts de les àrees municipals de Johnsbach, Weng im Gesäuse, Landl i Sankt Gallen.
El parc nacional actualment cobreix 110 km², amb un altre de 15 quilòmetres quadrats planificat. Va ser establert el 26 d'octubre de 2002.
La muntanya més alta és Hochtor a 2.369 m 